# ホルムアルドキシム
ホルムアルドキシム（英語: formaldoxime）は、化学式が H
2C=N–OH で表される有機化合物で、ホルムアルデヒドのオキシムである。無色の液体で、純粋なものは環状三量体に重合しやすい。水溶液はホルムアルドキシム塩酸塩 ([H
2C=N(–H)(–OH)]+
Cl−
)のように安定である。有機合成において、アリールジアゾニウム塩をアリールアルデヒドに変換するのに使われる。
ヒドロキシルアミンとホルムアルデヒドを結合させて合成する。